# Riccardo Sottil
Riccardo Sottil (Turín, 3 de junio de 1999) es un futbolista italiano que juega de delantero en la U. S. Lecce de la Serie A.
Es hijo del exfutbolista Andrea Sottil, que disputó 14 temporadas en la Serie A.

## Trayectoria
Comenzó su carrera deportiva en la ACF Fiorentina en 2018, debutando en la Serie A el 19 de septiembre, en un partido frente a la U. C. Sampdoria.
En enero de 2019 se fue cedido hasta el final de temporada al Pescara Calcio de la Serie B, mientras que en la temporada 2020-21 salió cedido al Cagliari Calcio, en la Serie A.
Después de una gran temporada en el Cagliari, la Fiorentina decide quedarse al jugador para la temporada 2021-22. El 21 de septiembre de 2021 anotó su primer gol con el conjunto viola, en la derrota de la Fiorentina por 1-3 frente al Inter de Milán.
El 3 de febrero de 2025, después de haber jugado 138 partidos y marcado quince goles con el equipo de Florencia, fue cedido al A. C. Milan hasta final de temporada. La siguiente también fue prestado, esta vez a la U. S. Lecce.

## Selección nacional
Ha sido internacional sub-18, sub-19, sub-20 y sub-21 con la selección de fútbol de Italia.

## Estadísticas

### Clubes
Actualizado al último partido disputado el 18 de mayo de 2025.
| Club                          | Div.          | Temporada     | Liga  | Liga  | Copas nacionales | Copas nacionales | Copas internacionales | Copas internacionales | Total | Total |
| Club                          | Div.          | Temporada     | Part. | Goles | Part.            | Goles            | Part.                 | Goles                 | Part. | Goles |
| ----------------------------- | ------------- | ------------- | ----- | ----- | ---------------- | ---------------- | --------------------- | --------------------- | ----- | ----- |
| ACF Fiorentina · Italia       | 1.ª           | 2018-19       | 2     | 0     | 0                | 0                | ―                     | ―                     | 2     | 0     |
| Delfino Pescara 1936 · Italia | 2.ª           | 2018-19       | 12    | 1     | 0                | 0                | ―                     | ―                     | 12    | 1     |
| Delfino Pescara 1936 · Italia | Total club    | Total club    | 12    | 1     | 0                | 0                | 0                     | 0                     | 12    | 1     |
| ACF Fiorentina · Italia       | 1.ª           | 2019-20       | 18    | 0     | 3                | 0                | ―                     | ―                     | 21    | 0     |
| Cagliari Calcio · Italia      | 1.ª           | 2020-21       | 21    | 2     | 3                | 2                | ―                     | ―                     | 24    | 4     |
| Cagliari Calcio · Italia      | Total club    | Total club    | 21    | 2     | 3                | 2                | 0                     | 0                     | 24    | 4     |
| ACF Fiorentina · Italia       | 1.ª           | 2021-22       | 24    | 3     | 5                | 1                | ―                     | ―                     | 29    | 4     |
| ACF Fiorentina · Italia       | 1.ª           | 2022-23       | 18    | 0     | 2                | 0                | 6                     | 1                     | 26    | 1     |
| ACF Fiorentina · Italia       | 1.ª           | 2023-24       | 22    | 2     | 2                | 1                | 11                    | 2                     | 35    | 5     |
| ACF Fiorentina · Italia       | 1.ª           | 2024-25       | 18    | 1     | 1                | 1                | 6                     | 3                     | 25    | 5     |
| ACF Fiorentina · Italia       | Total club    | Total club    | 102   | 6     | 13               | 3                | 23                    | 6                     | 138   | 15    |
| A. C. Milan · Italia          | 1.ª           | 2024-25       | 6     | 0     | 2                | 0                | 0                     | 0                     | 8     | 0     |
| A. C. Milan · Italia          | Total club    | Total club    | 6     | 0     | 2                | 0                | 0                     | 0                     | 8     | 0     |
| Total carrera                 | Total carrera | Total carrera | 141   | 9     | 18               | 5                | 23                    | 6                     | 182   | 20    |